# America Chavez
America Chavez là một nữ siêu anh hùng trong các bộ truyện tranh Mỹ do hãng Marvel Comics xuất bản. Nữ nhân vật America Chavez được hai tác giả là Joe Casey và Nick Dragotta thiết kế và sáng tạo ra, America Chavez là nhân vật Marvel thứ hai sử dụng biệt danh Hoa hậu Mỹ (Miss America), người sử dụng biệt danh này trước đó là Madeline Joyce. Nhân vật Chavez xuất hiện lần đầu tiên trong tập Vengeance # 1 (xuất bản vào tháng 9 năm 2011) trước khi tham gia vào biệt đội anh hùng thiếu niên (Young Avengers) và sau đó đóng vai chính trong loạt phim đang diễn ra có tựa đề America, công chiếu vào tháng 3 năm 2017 từ tác phẩm của nhà văn Gabby Rivera. Là một người thuộc giới đồng tính nữ (lesbian), cô ấy là nhân vật LGBT người Mỹ Latinh đầu tiên của Marvel đóng vai chính trong một loạt phim đang diễn ra năm 2022. 
Nhân vật America Chavez đã lần đầu tiên xuất hiện ở một bộ phim do người thật đóng trong Vũ trụ Điện ảnh Marvel được công chiếu năm 2022 mang tên Phù thủy tối thượng trong Đa Vũ trụ hỗn loạn, trong loạt phim này, nhân vật America Chavez do Xochitl Gomez thủ vai. Trong phim này, cô là một thiếu niên có khả năng du hành giữa các chiều không gian. Giám đốc sản xuất và phát triển của Marvel Studios là ông Richie Palmer cho biết rằng rằng sức mạnh của Chavez đang "làm điên đảo" phù thủy Strange và pháp sư Vương (Wong) vì họ chưa bao giờ chạm trán với bất kỳ ai có khả năng đó và nhiệm vụ của họ là bảo vệ các rào cản chiều không gian. Gomez nói rằng "mọi thứ đang diễn ra hoàn toàn sai lầm" đối với Chavez trong phim khi cô ấy đang "chạy trốn khỏi sự độc đáo của mình cho đến khi cô ấy học cách chấp nhận nó".

## Xuất hiện
- America Chavez xuất hiện trong bộ Marvel Rising được Cierra Ramirez lồng tiếng[6]
- America Chavez xuất hiện vào năm 2018 trong bộ phim Marvel Rising: Secret Warriors do Cierra Ramirez lồng tiếng[7][8]
- Xuất hiện trong phim Doctor Strange in the Multiverse of Madness do Xochitl Gomez thủ vai[5]
- America Chavez là nhân vật trong trò chơi điện tử mang tên Lego Marvel's Avengers.[9]
- America Chavez xuất hiện trong nhóm "Marvel's Women of Power" DLC chơi trên hệ máy Pinball FX 2.[10][11]
- America Chavez là nhân vật mở khóa xuất hiện trong trò chơi Marvel Avengers Academy[12][13]
- America Chavez là nhân vật xuất hiện trong trò Marvel Puzzle Quest.[14]
- America Chavez xuat hiện trong trò chơi Marvel United do CMON Limited xuất bản[15]